# TIGIT
TIGIT(又叫含IgG和ITIM结构域T细胞免疫受体)。是存在于一些T细胞和自然杀伤细胞(NK)的免疫受体。它又被称作是WUCAM和Vstm3。TIGIT可以高亲和力结合樹突狀細胞(DCs)和巨噬细胞等上的CD155(PVR)，低亲和力结合CD112 (PVRL2)。